# صالح زين العابدين الشيبي
الدكتور صالح بن زين العابدين الشيبي (1945 - 22 يونيو 2024) من رجال الأسرة الشيبية، كان سادنَ الكعبة المشرَّفة التاسع بعد المئة منذ عهد قُصَي بن كِلاب، والسابع والسبعين منذ فتح مكة بعهد الرسول محمد، والعاشر في العهد السعودي ما بين 1435 و1445هـ. عمل أستاذًا جامعيًّا، ورئيسًا لقسم العقيدة في جامعة أم القرى، وعضوًا في مجلس الشورى السعودي.

## سيرته
ولد في عام 1945 م الموافق 1366 هـ في مكة المكرمة ونشأ فيها. ودرس الابتدائية سنتين في مصر، وسنتين في المدينة المنوّرة، وسنتين في مكة المكرمة. والمرحلة المتوسطة في مكة في مدرسة الرحمانية المتوسطة. أما الثانوية، فدرسها في الثانوية العزيزية. والتحق بكليّة الشريعة في جامعة الملك عبد العزيز ونال شهادة البكالوريوس في الشريعة، ثم حصل على الماجستير سنة 1977، وكانت رسالته بعنوان "الأصول الخمسة عند المعتزلة وموقف السلفيين منها" قبل انفصالها وإلحاقها بجامعة أم القرى. حصل أيضًا على شهادة الدكتوراه من جامعة أم القرى، ثم عمل معيداً ثم محاضراً فيها، ثم أستاذاً مساعداً في كلية الدعوة وأصول الدين بجامعة أم القرى لمدة 10 أعوام، ثم عُيّن رئيساً لقسم العقيدة لمدة سبع سنوات ونصف، من عام 1402 هـ وحتى 1408 هـ.
عُيّن في 3 ربيع الأول 1414هـ عضواً في مجلس الشورى بعد تكوين المجلس في دورته التأسيسيّة الأولى في عهد الملك فهد لمدة أربع سنوات.

## سدانة الكعبة
كان الشيبي أثناء عمله رئيسًا لقسم العقيدة بجامعة أم القرى يعمل حينها مع أهله في سدانة الكعبة المشرّفة، وأنابه عمه عاصم بن عبد الله الشيبي عنه لفترة، وأصبح كبيراً للسدنة في ذلك الوقت لمدة 6 سنوات، من 1407هـ إلى 1413هـ حتى تعيينه في عضوًا في مجلس الشورى.
عاد الشيبي إلى مكة بعد تركه لمجلس الشورى، وعمل وكيلاً لكبير سدنة الكعبة، لمدة خمسة عشر عاماً من 1420هـ إلى 1435هـ. وللظروف الصحية لعمه الشيخ عبد القادر طه الشيبي، تسلّم عنه كسوة الكعبة المشرفة في 1 ذو الحجة 1435 هـ.
توفي الشيخ عبد القادر الشيبي في 29 ذو الحجة 1435 هـ الموافق 23 أكتوبر2014، وانتقلت السدانة إلى الشيخ صالح ليكون سادن الكعبة التاسع بعد المائة منذ عهد قصي بن كلاب، والسادن السابع والسبعون منذ فتح مكة بعهد الرسول، والعاشر في العهد السعودي. وفي 3 محرم 1436 هـ الموافق 27 أكتوبر 2014 تسلم الدكتور صالح مفاتيح الكعبة المشرفة ومقام إبراهيم وباب التوبة من أبناء الشيخ عبد القادر الشيبي حسب التقاليد المتوارثة للعائلة.

## وفاته
توفي  في مكة المكرمة، يوم السبت 16 ذو الحجة 1445 هـ الموافق 22 يونيو 2024 م، عن عمر ناهز التاسعة والسبعين عامًا، وصُلِّي عليه في المسجد الحرام ودُفن في مقبرة المُعلَّاة.